# Aristotelizem
Aristotelizem je filozofska tradicija, katere določujoči navdih leži v Aristotelovih delih. Aristotelizem najdemo najprej v peripatetični šoli, ki jo je Aristotel sam osnoval. Pozneje je uspeval pri novoplatonikih (le-ti so iskali sozvočje med Platonovim in Aristotelovim delom), ki so napisali mnoge komentarje k Aristotelovim spisom. Aristotelizem je igral pomembno vlogo tudi v islamskem svetu: Aristotelova dela so bila prevedena v arabščino in zgodnja islamska filozofija ima močan aristotelistični pečat (pomembnejši predstavniki so bili Al-Kindi, Al-Farabi, Avicenna, and Averroes). Tem filozofom gre med drugim zahvala, da so je Zahodna Evropa lahko ohranila stik z Aristotelom, saj so v določenem obdobju tam bili prisotni zgolj nekateri Aristotelovi logični spisi. Šele v 12. stoletju je s prevodom Aristotelovega opusa in arabskih komentarjev v latinščino nastala osnova za nadaljnje filozofske raziskave. Med slednjimi so največji vpliv dosegale interpretacije Alberta Velikega in Tomaža Akvinskega (oba 13. stoletje), ki so Aristotelovo delo prikazovale kot pretežno skladno s krščansko teologijo, kar je zazamovalo filozofijo za več stoletij naprej.

## Zgodovina aristotelizma v Zahodni Evropi
Četudi se je v cerkvenih središčih Zahodne Evrope ohranilo nekaj znanja o Aristotelu po padcu Rimskega cesarstva, se je domala vse, kar so tam o njegovem delu vedeli v 9. stoletju, skrčilo na Boetijeve komentarje Organona ter nekaj povzetkov, ki so jih zapustili latinski pisci poznega imperija (npr. Izidor Seviljski in Martianus Capella. Od tedaj pa vse do konca 11. stoletja ni najti kakšnih indicev o razvoju vedenja o Aristotelovi filozofiji.
"Renesansa" 12. stoletja prinese novo zanimanje učenjakov iz Zahodne Evrope za znanost in filozofijo. S prevodom Druge analitike Jakoba Beneškega  je aristotelski logični korpus (t. i. Organon) sredi 12. stoletja postal dostopen v latinšini v celoti. Tudi drugi učenjaki so potovali v dele Evrope, ki so bili pod muslimansko vladavino in kjer je bilo najti arabsko govoreče prebivalce. Mnogi latinski prevodi iz 12. stoletja tako izvirajo iz osrednje Španije (ki je prešla pod krščansko vladavino v 11. stoletju). Najplodnejši prevajalec je bil Gerard iz Cremone (ok. 1114-1187), ki je prevedel 87 knjig (med temi Drugo analitiko, Fiziko, O nebu, O nastajanju in propadanju, Meteorologijo). Mihael Scot (ok. 1175-1232) je prevedel Averroesove komentarje Aristotelovih naravoslovnih del.
To je sprožilo odkrite debate o Aristotelovih "fizičnih" besedilih, ki so kaj kmalu dojete kot nevarne s strani oblastnikov, tako da je navkljub prepojenosti tedanje teologije z aristotelsko metodo, Aristotel celo zapadel prohibiciji zaradi nepravovernosti (t. i. pariške obsodbe) - Prva med temi, izdana 1210, je denimo določala, da "naj se v Parizu ne bere ne javno ne v tajnosti nobena Aristotelova knjiga o filozofiji narave ali njeni komentarji, in to prepovedujemo pod kaznijo izobčenja".- A vendar je navkljub nadaljnjim ukrepom, da bi se omejilo Aristotelovo doktrino, do 1270 prepoved Aristotelove naravne filozofije povsem zbledela.
Viljem iz Moerbeke (ok. 1215-1286) se je lotil prevajanja kompletnega Aristotelovega opusa v latinščino (oziroma na določenih delih revizije obstoječih latinskih prevodov). Tako je prvi iz grščine prevedel Politiko (ok. 1260). Za mnoge latinske izvode Aristotelovih tekstov so namreč sumili, da vsebujejo filozofske in teološke napake (ki naj bi izvirale zlasti od Averroesa).
Albert Veliki (ok. 1200-1280) je bil eden prvih srednjeveških učenjakov, ki so aplicirali Aristotelovo filozofijo na krščansko misel. Celotno Aristotelovo delo, napaberkovano iz latinskih prevodov in arabskih komentarjev, je sistematiziral in ga interpretiral v skladu s cerkveno doktrino. S tem je pripravil osnovo za recepcijo Aristotela v Zahodni Evropi.
Tomaž Akvinski (1225-1274), Albertov učenec, je napisal na ducate komentarjev k Aristotelovim besedilom. Sicer je bil izrazit Aristotelik: sprejel in zagovarjal je Aristotelove analize fizičnih objektov, razumevanje kraja, časa in gibanja, dokaz prvega gibalca, celotno kozmologijo, razlago čutnega zaznavanja in intelektualnega znanja, celo dele njegove moralne filozofije. Filozofsko doktrino, ki je zrasla na zapuščini Tomaža Akvinskega, imenujemo tomizem; le-ta je bila najbolj prisotna med dominikanci in jezuiti.